# Tamara Pílshchikova
Tamara Nikítichna Pílshchikova –en ruso, Тамара Никитична Пильщикова– (Tula, 1946) es una deportista soviética que compitió en ciclismo en la modalidad de pista. Ganó una medalla de oro en el Campeonato Mundial de Ciclismo en Pista de 1974, en la prueba de velocidad individual.

## Medallero internacional
| Campeonato Mundial | Campeonato Mundial | Campeonato Mundial | Campeonato Mundial   |
| Año                | Lugar              | Medalla            | Competición          |
| ------------------ | ------------------ | ------------------ | -------------------- |
| 1974               | Montreal ( Canadá) | Medalla de oro     | Velocidad individual |